# I Saw Three Ships
I Saw Three Ships (Come Sailing In) (it: “Ho visto tre navi”), conosciuto anche come On Christmas Day In The Morning è una tradizionale carola natalizia, il cui testo è originario dell'Inghilterra (forse del Derbyshire) e databile tra il XVI e il XVII secolo.
L'arrangiamento è di John Stainer (1840 - 1901).

## Testo
Il testo parla di tre navi che, il giorno di Natale, viaggiano verso Betlemme, città che, peraltro, non ha sbocchi sul mare.
Qualcuno ha paragonato questo viaggio a quello fatto dalle spoglie dei tre Re Magi verso la città tedesca di Colonia nel 1162.